# 孤山子古城址
孤山子古城址，位于中国吉林省柳河县孤山子镇，为一个省级文物保护单位，类型为古遗址，公布时间为2007年5月31日。该文物保护单位由柳河县文管所管理。
孤山子古城址的历史年代为辽金时期。